# 김영후 (1951년)
김영후(金永厚, 1951년 ~ , 전남 목포)는 대한민국의 제21대 병무청장을 지낸 군인, 관료이다.

## 학력
- 문태고등학교 졸업
- 육군사관학교 학사
- 육군보병학교 졸업
- 고려대학교 대학원 경영학 석사
- 미국 해군대학원 대학원 행정학 석사
- 국방대학교 대학원 행정학 석사
- 경희대학교 대학원 경영학 박사

## 경력
- 육군사관학교 학생처장
- 육군 제8보병사단장 (육군 소장)
- 육군본부 군수기획처장
- 육군본부 군수참모부장
- 육군 제3야전군사령부 부사령관 (육군 중장)
- 육군 제7군단장
- 국방부 미군기지사업단장
- 병무청장
- 제18대 한국방위산업진흥회 상근부회장
- 한양대학교 초빙교수
- 중앙대학교 겸임교수
- 대한민국육군협회 이사

## 수상
- 국제비즈니스대상 비영리기관장상 본상